# 양주 황방리 느티나무
양주 황방리 느티나무(楊州 篁芳里 느티나무)는 대한민국 경기도 양주시 남면 황방리에 있는 느티나무이다. 대한민국의 천연기념물 제278호로 지정되었다.

## 개요
느티나무는 우리나라를 비롯하여 일본, 대만, 중국 등의 따뜻한 지방에 분포하고 있다. 가지가 사방으로 퍼져 자라서 둥근 형태로 보이며, 꽃은 5월에 피고 열매는 원반모양으로 10월에 익는다. 줄기가 굵고 수명이 길어서 쉼터역할을 하는 정자나무로 이용되거나 마을을 보호하고 지켜주는 당산나무로 보호를 받아왔다.
마을 입구의 시냇가 공터에서 자라고 있는 양주 남면의 느티나무는 나이가 850년 정도로 추정되며, 높이 24.5m, 가슴높이 둘레 7.75m이다. 태풍의 피해로 한 쪽 큰 가지가 쪼개져서 잘라내었으며, 나무의 밑부분 중심은 썩어서 3m 정도까지 속이 텅비어 있었는데, 썩은 부분을 도려내고 시멘트로 채웠다. 하지만 겉모습은 튼튼하고 온전해 보인다.
이 마을에서 살던 밀양 박씨의 조상들이 심은 나무로 전해지며 현재는 마을 사람들이 모여 나무 아래서 즐겁게 이야기하며 쉴 수 있는 공간으로 사용되고 있다.
양주 황방리 느티나무는 오랜 세월 동안 조상들의 관심과 보살핌 가운데 살아온 나무로 문화적·생물학적 자료로서의 가치가 높아 천연기념물로 지정·보호하고 있다.

## 참고 자료
- 양주 황방리 느티나무 - 국가유산청 국가유산포털